# Машхур Жусуп Копеев
Машхур Жусуп Копеев (1858, Баянаульский округ — 1931, Баянаульский район, Казахская АССР) — казахский поэт, мыслитель, историк, этнограф, востоковед и собиратель устного народного творчества казахского народа.

## Ранняя биография
Родился в 1858 году на территории современного Баянаульского района. Происходит из подрода Кулик (каз. Күлік) рода Суйиндык племени Аргын Среднего жуза.
Обучался в аульской школе. В 1870 году учился в Бухарском медресе хазрета Камара, после чего совершил поездку по Северному и Центральному Казахстану. В ходе поездки собирал устное народное творчество и знакомился с бытом родов и племён, населявших эти края. В 1872 году Копеев поступил в медресе Кукельдаш в Бухаре. По окончании медресе в 1875 году несколько лет проработал учителем в ауле.
Параллельно с преподаванием активно занимался публицистической деятельностью, печатаясь в газете «Дала уалаяты» («Киргизская степная газета») и журнале «Айкап». Знания и талант принесли ему большую популярность и авторитет в народе, благодаря чему Жусуп Копеев получил к имени почётную добавку «Машхур», что в переводе с арабского языка означает «славный, известный, достойный».
В 1887—1890 годах совершал этнографические экспедиции в Самарканд, Бухару, Ташкент, Туркестан и другие города Средней Азии. Знакомство с русским востоковедом-тюркологом, этнографом Василием Радловым повлияло на формирование интересов Машхура Жусупа как собирателя казахского фольклора. В ходе экспедиций было собрано и опубликовано множество образцов устного народного творчества казахов.

## Творчество
В 1906—1907 годах в Казани в издательстве Хусаиновых вышли сборники стихов Машхура Жусупа «Опыт, накопленный жизнью», «Положение» и книга «Кому принадлежит Сарыарка», написанная в прозе и стихах. В этих произведениях автор затрагивает проблематику социального неравенства, просвещения народа, свободы слова, права на труд. Позднее царская цензура признала книги вредными, почти весь тираж литературы был изъят, а автора занесли в список политически неблагонадежных и ему пришлось на время скрыться в Ташкенте. Известность получили стихотворения «Воздавая должное науке», «О сегодняшнем занятии казахов», «Повсюду я спутницу жизни искал», «Письмо», «Матери».
В традициях устного творчества написаны дастаны «Торг чертей», «Ястреб и соловей», «Старик и двое молодых» и другие. Хорошее знание арабского и персидского языков позволило Машхуру Жусупу глубоко изучить поэзию Востока, а также создать по восточным мотивам дастаны «Гульшат-Шеризат», «Гибрат-нама», «Баян-нама» и другие. Записанные им из устных народных сказителей произведений Бухара Жырау, Котеша, Шортанбая, Шоже, стихотворения Абая и С. Торайгырова стали богатым материалом для фольклористов, историков, литературоведов.

## Последние годы
В 1915 году Копеев вернулся в Баянаульский округ, где и окончил свои дни в 1931 году. Информации о данном периоде его жизни и творчества сохранилось мало. Известно, что незадолго до смерти Машхур Жусуп распорядился начать строительство собственного мавзолея. Там он и был похоронен, однако в 1952 году постройка была разрушена властями, недовольными народным паломничеством к могиле. Мавзолей был восстановлен в начале XXI века.

## Память
22 сентября 1999 года имя Машхура Жусупа было присвоено Жанажольской средней школе Баянаульского района Павлодарской области.
При Павлодарском государственном университете имени С. Торайгырова в 2004 году был открыт центр изучения Машхур-Жусупа.
В 2009 году центральная улица Ленина в городе Экибастузе была переименована в честь Машхура Жусупа.
В 2019 году, в Павлодаре, одна из центральных улиц — улица 1 Мая переименована в улицу Машхура Жусупа.
В 2020 году улица Школьная в селе Жетекши была переименована в улицу Машхура Жусупа.